# Бугры (Ростовская область)
Бугры́ — хутор в Семикаракорском районе Ростовской области.
Входит в состав Кочетовского сельского поселения.

## Население
| 2010 |
| ---- |
| 184  |

## Улицы
| - ул. Виноградная, - ул. Короткая, - ул. Речная, - ул. Садовая, | - ул. Трудовая, - ул. Центральная, - пер. 1-й, - пер. 2-й, | - пер. 3-й, - пер. 4-й, - пер. 5-й. |